# 신자토 쇼헤이
신자토 쇼헤이(일본어: 新里 彰平, 1988년 5월 11일 ~ )는 일본의 축구 선수이다.

## 구단 경력
과거 블라우블리츠 아키타에서 활동하였다.